# Primo amore (film 1959)
Primo amore è un film del 1959 diretto da Mario Camerini.

## Trama
Varie vicende sentimentali di un gruppo di giovani a Roma.

## Distribuzione
Permesso alla proiezione pubblica con visto n. 28421 del 7 gennaio 1959, uscì nelle sale tra gennaio e febbraio.

## Critica
(Leo Pestelli, La Stampa, 5 febbraio 1959)